# Вуд, Карл
Карл Вуд  (англ. Edwin Carlyle Wood; 28 мая 1929 — 23 сентября 2011) — австралийский гинеколог, наиболее известный пионерскими работами по развитию и коммерциализации методики экстрокорпорального оплодотворения. Карла Вуда называли отцом, дедушкой или крестным отцом ЭКО. Кавалер Ордена Австралии, (Companion of the Order of Australia), кавалер Ордена Британской Империи (Commander of the Order of the British Empire), член Королевского Института хирургов (Fellow of the Royal College of Surgeons), член королевского австралийского и новозеландского института акушеров и гинекологов (Royal Australian and New Zealand College of Obstetricians and Gynaecologists).
Он привлёк к себе значительное международное и национальное внимание вкладом в охрану здоровья женщин в течение почти 50-летней деятельности. Не всегда получал положительную оценку, что обусловлено противоречивой природой его начинаний. Наиболее значительной была оппозиция со стороны специалистов по этике, духовенства, ученых, феминистов и лоббистов за исследования и развитие в области ЭКО.

## Исследовательская деятельность
После завершения обучения в институте Весли в Мельбурне (Wesley, Melbourne), в 1952 году он получил диплом по медицине в университете Мельбурна. Затем он работал в качестве ассистента-исследователя при Институте Рокфеллера в Нью-Йорке, старшего лектора по акушерству и гинекологии при госпитале королевы Шарлотты и женском госпитале Челси (Chelsea Hospital) в Лондоне перед тем как в 1964 году стать профессором Фонда и Председателем отделения акушерства и гинекологии при госпитале королевы Виктории и университете Монаша и при медицинском центре Монаша. Профессор Вуд получил международное признание в 1970-х годах благодаря пионерским работам в области акушерской физиологии, слежения за развитием плода, психосоматики, акушерства и гинекологии, противозачаточных средств и экстрокорпорального оплодотворения.
Он возглавлял группу по ЭКО при университете Монаш при разработке методики ЭКО в конце 1970-х — начале 1980-х годов. Его группа добилась ряда новшеств, включая первую в мире ЭКО беременность в 1973 году. В этом году, за 5 лет до рождения первого ребёнка, зачатого в пробирке, Вуд создал первую беременность посредством искусственного оплодотворения. Оплодотворенная яйцеклетка была пересажена в матку, однако через несколько дней она была отторгнута из неё естественным путём. Другие достижения группы включают первого в мире младенца, развившегося из замороженного эмбриона в 1983 году, первого в мире донорского младенца в том же 1983 году, первого в мире ЭКО младенца, полученного с помощью хирургии извлечения семени в 1986 году и первый в мире микроинъекционный перенос ЭКО плода через фалопиевую трубу в 1992 году.
Однако наиболее важной была разработка по применению лекарственной и гормональной стимуляции яичников для большего управления созреванием яйца, гормональной терапии и контроля женского цикла, что позволило превратить ЭКО из экспериментальной методики в успешное клиническое лечение. Через 10 лет ученому удалось провести ещё два сенсационных эксперимента: впервые родился ребёнок из замороженного эмбриона, а также была пересажена пожертвованная и заранее оплодотворенная яйцеклетка.
Первый в мире ребёнок, полученный с помощью ЭКО, — Луиза Джой Браун родилась в 1978 г. в Великобритании. Этого достиг британский исследователь Роберт Эдвард, который в 2010 г. получил за это Нобелевскую премию по медицине. К настоящему времени, по данным Европейского общества репродуктивной медицины (ESHRE), с помощью искусственного оплодотворения рождено чуть менее 4 млн детей.
В течение своей жизни Карл Вуд занимал много должностей, в том числе Президента Международного общества по гинекологической эндоскопии в 1997-98 гг. В 1998 г. он основал клинику по лечению эндометриоза в Австралии, благотворительный фонд в помощь австралийским женщинам, страдающим от этой болезни. Он выступал более чем на 90 национальных и международных встречах, написал 23 книги, 59 глав и 400 научных работ в реферируемых медицинских и научных журналах. Благотворительный Фонд Карла Вуда учрежден при отделении акушерства и гинекологии университета Монаш с целью помощи для развития исследований начинающих клиницистов.

## Смерть
В течение последних семи лет он страдал деменцией по типу болезни Альцгеймера.